# Innesto E

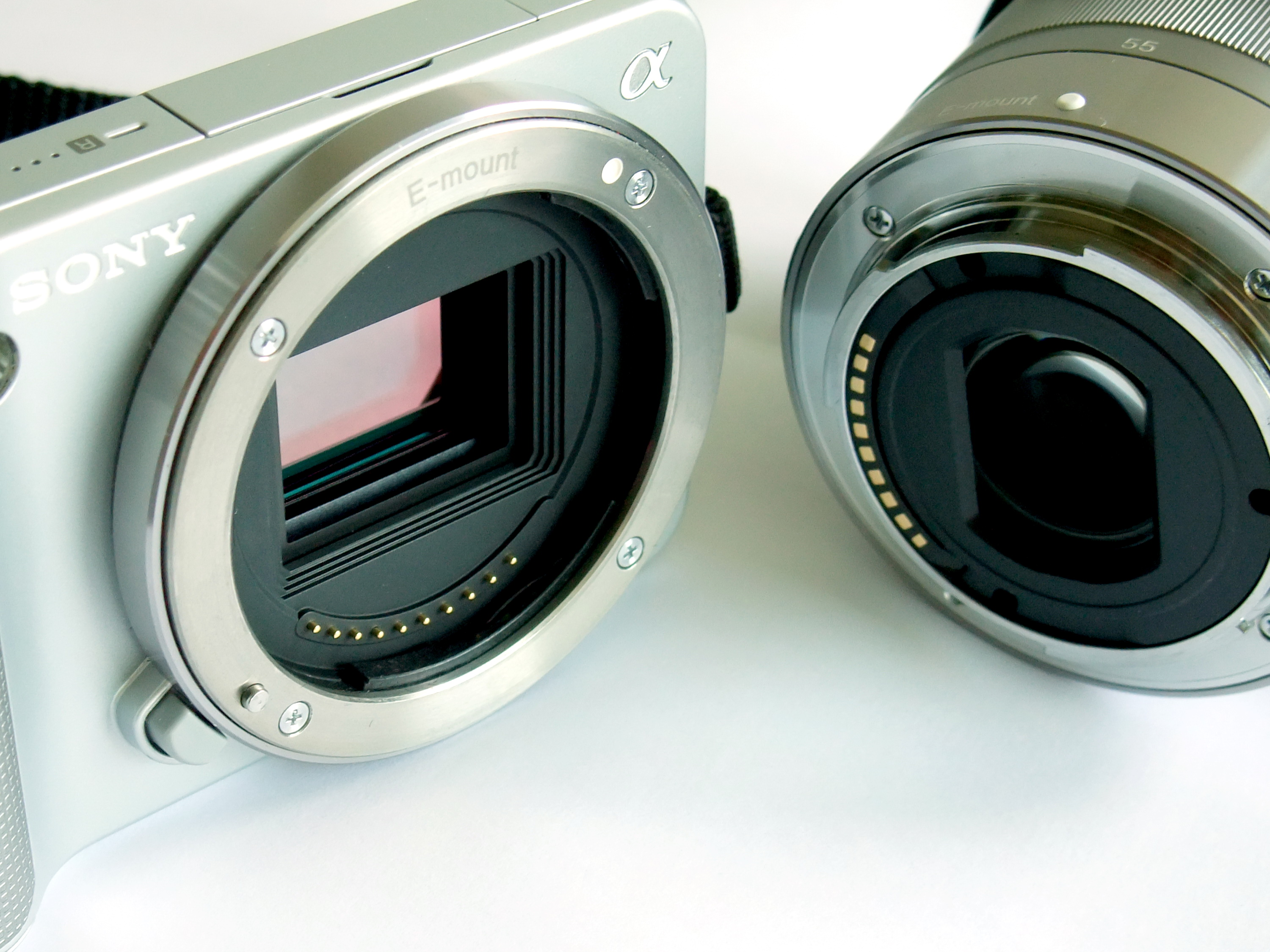
Innesto E: a sinistra il corpo macchina, a destra la lente.

L'attacco o innesto E («Montaggio E» sui manuali d'istruzioni) è un attacco per obiettivo a baionetta, progettato da Sony per le videocamere e fotocamere mirrorless delle serie NEX, e successivamente, ILCE; la sigla NEX infatti sta a significare New E-mount eXperience, “nuova esperienza di attacco E”. 
Lo stesso sistema prende il nome inglese E-Mount per quanto riguarda i prodotti in ambito video.
L'attacco E segue all'attacco A di Sony, consentendo all'azienda di sviluppare dispositivi più compatti mantenendo la compatibilità con i sensori da 35 mm. Infatti esso permette di:
- Ridurre al minimo la complessità meccanica, eliminando il controllo meccanico di diaframma e messa a fuoco.[2]
- Ridurre il tiraggio della flangia a 18 mm, rispetto al precedente di 44,5 mm.[2]

Il corto tiraggio impedisce l'uso di un mirino ottico, poiché un meccanismo a specchio non può essere inserito in tali spazi, quindi tutte le fotocamere con attacco E utilizzano un mirino elettronico.